# Choroba Fabry’ego

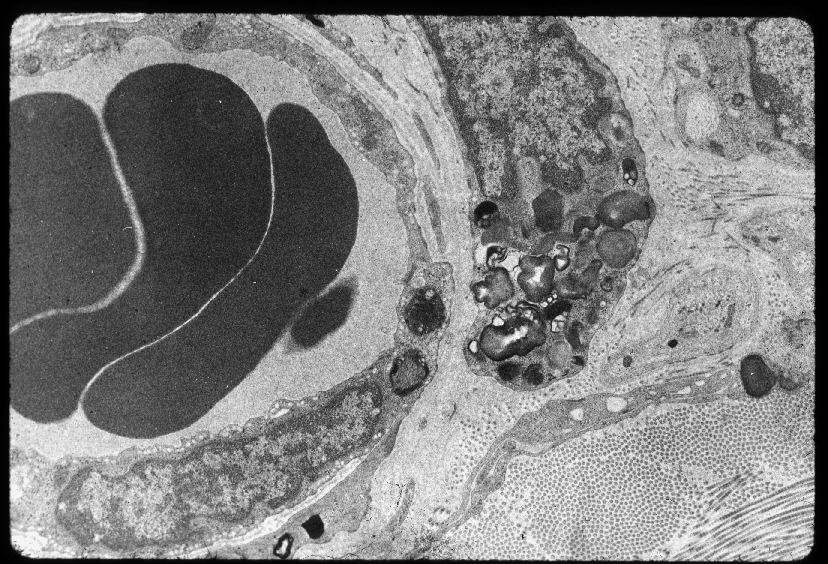
Obraz w mikroskopii elektronowej ciał lamellarnych w perycytach spojówki 15-letniego pacjenta z chorobą Fabry’ego

Choroba Fabry’ego (choroba Andersona-Fabry’ego) – ultrarzadka lizosomalna choroba spichrzeniowa z grupy mukopolisacharydoz, opisana w 1898 roku niezależnie przez niemieckiego dermatologa Johannesa Fabry’ego i angielskiego dermatologa Williama Andersona. Na obraz kliniczny choroby składają się m.in. bóle mięśniowo-kostne o natężeniu od słabego do bardzo silnego (wymagającego podawania opiatów), zmiany skórne typu angiokeratoma, białkomocz i niewydolność nerek. Choroba spowodowana jest mutacją w genie GLA w locus Xq22 kodującym białko enzymu α-galaktozydazy (EC 3.2.1.22). Niedobór enzymu powoduje odkładanie się globotriaozyloceramidu w naczyniach krwionośnych i innych tkankach, a także narządach. Prowadzi to do upośledzenia ich prawidłowej funkcji. Choroba dziedziczona jest recesywnie w sposób sprzężony z płcią.

## Objawy i przebieg
- bóle kostno-mięśniowe zlokalizowane w okolicach stawów kończyn górnych i dolnych, wymagające podawania analgetyków takich jak tramadol, morfina, petydyna, fentanyl[7]
- Akroparestezje – zwykle odczuwane jako stały ból najczęściej w okolicy dłoni lub stóp. Opisywany jest jako pieczenie, mrowienie, łamanie czy też uczucie stałego dyskomfortu. Ból najczęściej występuje z różnym nasileniem okresowo w czasie dnia.
- Przełomy Fabry”ego – zwykle odczuwane jako ataki bardzo silnego, rozdzierającego, łamiącego, palącego bólu, początkowo odczuwanego w obrębie dłoni i stóp, a następnie promieniującego do innych części ciała. Przełomy takie są bardzo wyczerpujące i mogą trwać od kilku minut do kilku dni
- zawroty głowy, szumy w uszach, zachwiania równowagi
- zaburzenia neurologiczne w postaci hipertermii, spadku tolerancji wysokiej i niskiej temperatury otoczenia, zaburzeń wydzielania potu (anhydroza), bólu brzucha, parestezji
- zmiany skórne – angiokeratoma, tzw. wysypka kąpielówkowa

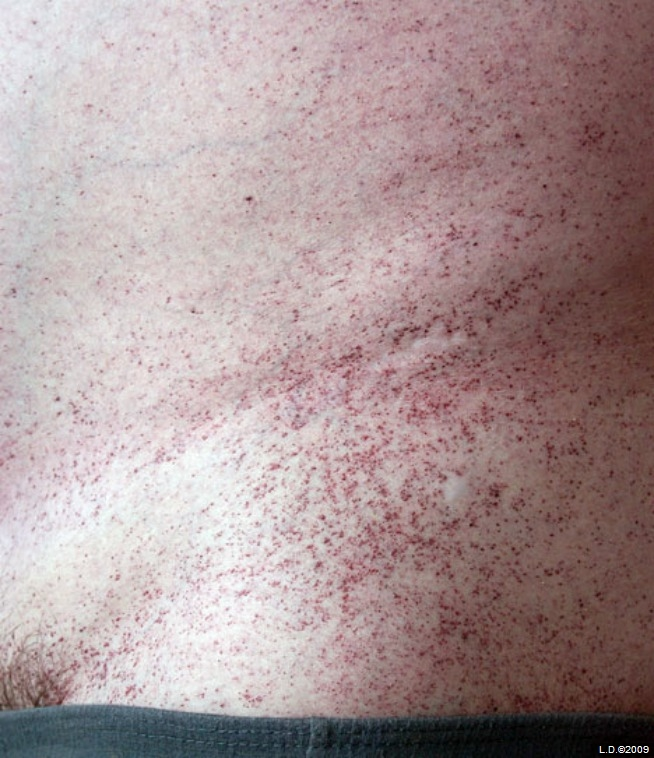
Angiokeratoma – wysypka kąpielówkowa

- choroby oczu takie jak zaćma, choroby rogówki
- nasilające się uszkodzenie słuchu
- zaburzenia układu krążenia w postaci przerostu mięśnia lewej komory serca (kardiomiopatia), wad zastawki dwudzielnej (niedomykalność), zaburzeń rytmu serca
- uszkodzenie nerek (białkomocz, zespół nerczycowy, przewlekła niewydolność nerek)

Objawy dotyczące układu krążenia i nerek występują w wieku dorosłym, pozostałe mogą pojawiać się w wieku młodzieńczym. Choroba wyraźniej objawia się u mężczyzn. Chorzy najczęściej umierają z powodu udaru mózgu i zawału serca. Zgon występuje zwykle w 40–50 r.ż.

## Leczenie

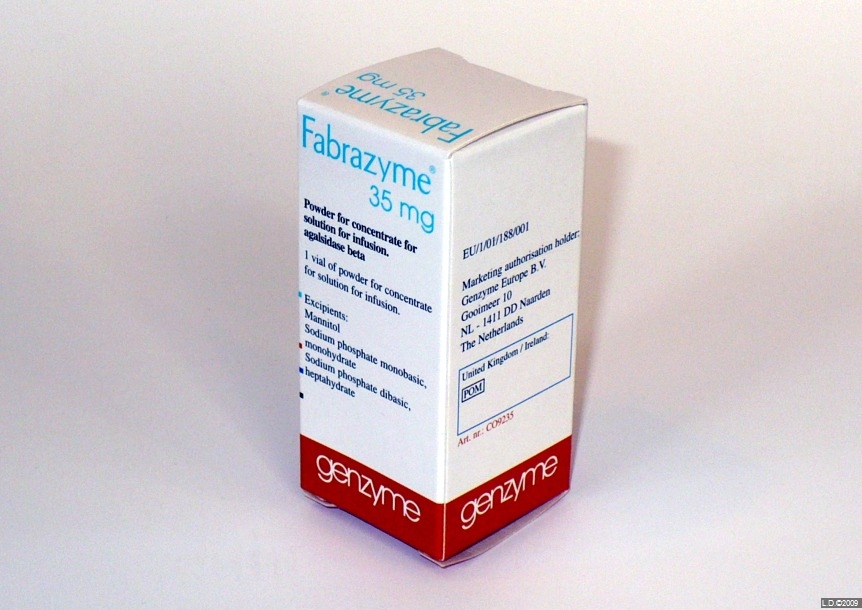
Preparat Alfagalaktozydaza beta Fabrazyme 35 mg – sterylny, liofilizowany proszek do przygotowywania roztworu do iniekcji

Stosuje się wytworzoną metodami inżynierii genetycznej α-galaktozydazę A w postaci dożylnej. Istnieją dwa preparaty: agalzydaza beta (Fabrazyme firmy Genzyme) oraz agalzydaza alfa (Replagal firmy TKT). Oba leki są dostępne w Polsce. Leczenie spowalnia postęp choroby i w części przypadków ogranicza objawy. Średni roczny koszt leczenia agalzydazą beta jednego pacjenta w Polsce (według danych z 2011 roku) wynosi 300 tysięcy dolarów.
Od maja 2016 roku dostępny jest również preparat migalastat (Galafold firmy Amicus Therapeutics) do podawania doustnego. Jest to szaperon farmakologiczny (ang. pharmacological chaperones) do doustnego podawania.http://web.archive.org/web/20190330233301/https://www.amicusrx.com/pi/galafold.pdf. Lek może być stosowany u pacjentów z chorobą Fabry`ego w wieku powyżej 16 r.ż  i potwierdzoną mutacją wrażliwą. Migalastat jako farmakologiczny szaperon umożliwia selektywne i odwracalne wiązanie z wysokim powinowactwem z miejscami aktywnymi niektórych zmutowanych form α-Gal A, których genotypy określa się jako mutacje wrażliwe. Wiązanie migalastatu powoduje stabilizację tych zmutowanych form α-Gal A w ergastoplazmie i przyspiesza ich odpowiednie kierowanie do lizosomów. Po ich przejściu do lizosomów, dysocjacja migalastatu przywraca aktywność α-Gal A, prowadząc do katabolizmu GL-3 i powiązanych substratów (MIG ChPL).
Jest lekiem podawanym doustnie, w przeciwieństwie do leczenia enzymatyczną terapią zastępczą podawaną w infuzji dożylnej. Migalastat wymaga obecności mutacji wrażliwej na jego działanie, które są stwierdzone u około 35-50% wszystkich chorych na chorobę Fabry’ego (Hughes 2017).

## Odniesienia w kulturze masowej
- Serial Dr House – odcinek 112 tj. Sezon 6, część 2 (6x02) pt. „Epic Fail” – opowiada o informatyku cierpiącym na chorobę Fabry'ego[potrzebny przypis]
- Serial Scrubs (w Polsce Hoży doktorzy) – Sezon 3, Odcinek 12 pt. „My Catalyst” – grupa studentów odpytuje dwóch rywalizujących między sobą lekarzy o rzadkie choroby[potrzebny przypis]
- Serial Mystery Diagnosis Niezwykłe przypadki medyczne – Sezon 2, Odcinek 13 pt. „The Man Who Never Sweats”
- Serial Echo serca – odcinek 11[10]
- Serial "Partners for Justice"- S2, E13- postać Doctor K
- Serial Na sygnale – sezon 2 odcinek 31 (Mały Książę)[potrzebny przypis]